# Love of My Life
〈Love of My Life〉는 1975년 음반 《A Night at the Opera》의 영국의 록 밴드 퀸이 부른 발라드 곡이다. 프레디 머큐리에 의해 작곡되었으며, 프레디 머큐리의 전 여자친구이자 절친한 친구인 메리 오스틴을 위해 작곡되었다. 1981년 남미에서 이 노래를 부른 후, 《Live Killers》는 아르헨티나와 브라질의 싱글 차트에서 1위에 올랐고, 아르헨티나 차트에는 약 1년 동안 머물렀다.
프레디 머큐리는 먼저 피아노와 기타에 그 곡을 썼고 브라이언 메이는 라이브 공연을 위해 어쿠스틱 12현 기타를 위한 노래를 재배치했고 또한 키를 3분의 1로 낮췄다. 메이는 가끔 오리지널 녹음에 기타 구절을 기여했고 싱글 화음을 여러 번 녹음하면서 하프 연주를 더했다. 이 노래는 머큐리가 루바토 표현에 익숙해지는 것을 보여주는 예로서, 특히 쇼팽과 베토벤이 그의 클래식 피아노 기법에 영향을 끼쳤음을 보여준다.
비슷한 서정적인 주제를 가지고, 로저 테일러는 싱글 〈These Are the Days of Our Lives〉를 나중에 〈Love of My Life〉로 다시 돌아와 "I still love you"라는 말을 두 번 썼다. 〈These Are the Days of Our Lives〉의 마지막에 머큐리는 〈Love of My Life〉의 실생활에서 흔히 그러하듯이 이러한 단어들을 말한다.
우주왕복선 컬럼비아호(STS-107)의 항해 동안, 이스라엘 우주비행사인 일란 라몬은 이 노래를 연주해달라고 요청했다. 이 노래는 셔틀에서 연주되었고, 라몬은 이렇게 말했다. "내 인생의 사랑인 나의 아내 로나에게 특별한 아침이다." 라몬은 2003년 대기권으로 돌아오는 도중에 바로 컬럼비아 참사로 사망했다.

## 참여 인원
- 프레디 머큐리 - 보컬과 피아노
- 브라이언 메이 - 어쿠스틱과 일렉트릭 기타, 오케스트라 하프
- 로저 테일러 - 심벌즈
- 존 디콘 - 베이스 기타

## 인증
| 국가                               | 인증 | 판매량/출하량 |
| ---------------------------------- | ---- | ------------- |
| 이탈리아 (FIMI)                    | 골드 | 25,000        |
| 영국 (BPI)                         | 실버 | 200,000       |
| 미국 (RIAA)                        | 골드 | 500,000       |
| 판매량+스트리밍을 기반으로 한 인증 |      |               |